# Document de gestion de l'espace agricole et forestier
La loi d'orientation agricole du 9 juillet 1999 prévoit la réalisation d'un document de gestion de l'espace agricole et forestier (DGEAF) dans chaque département français.
Ce document de « porter à connaissance », défini dans le code rural, identifie les enjeux agricoles, forestiers, environnementaux et paysagers et permet d'avoir une vue d'ensemble de tous les paramètres importants à prendre en considération pour une aide à la décision sur la gestion des territoires. Il aide à la définition de politiques et à l'utilisation d'outils adaptés aux enjeux des territoires.

## Objectifs
Tous les objectifs d'un tel document ne découlent pas de la loi ni du décret qui sont peu directifs. Ils sont fixés localement par le comité qui préside à son élaboration.

### Objectifs principaux du document de gestion de l'espace agricole et forestier
Être un outil de connaissance de l'espace grâce à des indicateurs pertinents portant sur les caractéristiques et les enjeux des territoires dans les domaines agricole et forestier, mais aussi environnemental et paysager.
Être un guide contenant des recommandations zonées pour la gestion de l'espace.

## Quel est le public visé par le document de gestion de l'espace agricole et forestier?
- Les administrations de l'État qui établissent les porter à connaissance (Directive territoriale d'aménagement ou DTA, Schéma de cohérence territoriale ou SCOT, Plan local d'urbanisme ou PLU...) ou participent à l'élaboration de diagnostics de territoire.
- Les élus responsables de l'élaboration des documents d'urbanisme et du développement local.
- Les représentants des acteurs du monde rural (agriculteurs, forestiers, associations...).
- Le grand public dès lors que tout ou partie de l'information peut être présentée de manière simple et attractive.

### Les DGEAF existants
- 01 - DGEAF de l'Ain
- 19 - DGEAF de la Corrèze
- 37 - DGEAF de l'Indre-et-Loire
- 38 - DGEAF de l'Isère
- 42 - DGEAF de la Loire
- 50 - DGEAF de la Manche
- 67 - DGEAF du Bas-Rhin : inexistant[3]
- 68 - DGEAF du Haut-Rhin : inexistant[3]
- 73 - DGEAF de la Savoie